# Five Nations 1960
Die Ausgabe 1960 des jährlich ausgetragenen Rugby-Union-Turniers Five Nations (seit 2000 Six Nations) fand zwischen dem 9. Januar und dem 9. April statt. Turniersieger wurden gemeinsam Frankreich und England (die Punktedifferenz spielte nach dem damaligen Turniermodus keine Rolle). Mit Siegen gegen alle britischen Mannschaften schaffte England die Triple Crown.

## Teilnehmer
| Land       | Stadion                        | Stadt     | Kapitän                                       |
| ---------- | ------------------------------ | --------- | --------------------------------------------- |
| England    | Twickenham Stadium             | London    | Dickie Jeeps                                  |
| Frankreich | Stade Olympique Yves-du-Manoir | Colombes  | François Moncla                               |
| Irland     | Lansdowne Road                 | Dublin    | Andy Mulligan / Ronnie Dawson                 |
| Schottland | Murrayfield Stadium            | Edinburgh | Arthur Smith / Gordon Waddell                 |
| Wales      | Cardiff Arms Park              | Cardiff   | Rhys Williams / Bryn Meredith / Onllwyn Brace |

## Tabelle
|    | Land       | Spiele | Siege | Unent. | Ndlg. | Spiel- punkte | Diff. | Tabellen- punkte |
| -- | ---------- | ------ | ----- | ------ | ----- | ------------- | ----- | ---------------- |
| 1. | Frankreich | 4      | 3     | 1      | 0     | 55:28         | + 27  | 7                |
| 1. | England    | 4      | 3     | 1      | 0     | 46:26         | + 20  | 7                |
| 3. | Wales      | 4      | 2     | 0      | 2     | 32:39         | − 7   | 4                |
| 4. | Schottland | 4      | 1     | 0      | 3     | 29:47         | − 18  | 2                |
| 5. | Irland     | 4      | 0     | 0      | 4     | 25:47         | − 22  | 0                |

## Ergebnisse
| 9. Januar 1960 | Schottland                                                 | 11 : 13       | Frankreich                                            | Murrayfield Stadium, Edinburgh Zuschauer: 60.000 Schiedsrichter: Gwynne Walters (Wales) |
| 9. Januar 1960 | Versuche: Smith (2) Erhöhungen: Elliot Straftritte: Elliot | (0:5) Bericht | Versuche: Méricq Meyer Moncla Erhöhungen: Vannier (2) | Murrayfield Stadium, Edinburgh Zuschauer: 60.000 Schiedsrichter: Gwynne Walters (Wales) |

| 16. Januar 1960 | England                                                                  | 14 : 6         | Wales                   | Twickenham Stadium, London Schiedsrichter: Alexander Taylor (Schottland) |
| 16. Januar 1960 | Versuche: Roberts (2) Erhöhungen: Rutherford Straftritte: Rutherford (2) | (14:0) Bericht | Straftritte: Davies (2) | Twickenham Stadium, London Schiedsrichter: Alexander Taylor (Schottland) |

| 6. Februar 1960 | Wales                                                 | 8 : 0   | Schottland | Cardiff Arms Park, Cardiff Schiedsrichter: Kevin Kelleher (Irland) |
| 6. Februar 1960 | Versuche: Bebb Erhöhungen: Morgan Straftritte: Morgan | Bericht |            | Cardiff Arms Park, Cardiff Schiedsrichter: Kevin Kelleher (Irland) |

| 13. Februar 1960 | England                                                   | 8 : 5         | Irland                                 | Twickenham Stadium, London Schiedsrichter: Gwynne Walters (Wales) |
| 13. Februar 1960 | Versuche: Marques Erhöhungen: Rutherford Dropgoals: Sharp | (0:5) Bericht | Versuche: Culliton Erhöhungen: Kiernan | Twickenham Stadium, London Schiedsrichter: Gwynne Walters (Wales) |

| 27. Februar 1960 | Frankreich        | 3 : 3         | England          | Stade Olympique Yves-du-Manoir, Colombes Zuschauer: 35.350 Schiedsrichter: Alexander Taylor (Schottland) |
| 27. Februar 1960 | Versuche: Vannier | (3:3) Bericht | Versuche: Weston | Stade Olympique Yves-du-Manoir, Colombes Zuschauer: 35.350 Schiedsrichter: Alexander Taylor (Schottland) |

| 27. Februar 1960 | Irland                            | 5 : 6         | Schottland                            | Lansdowne Road, Dublin Schiedsrichter: Gwynne Walters (Wales) |
| 27. Februar 1960 | Versuche: Wood Erhöhungen: Hewitt | (5:6) Bericht | Versuche: Thomson Dropgoals: Scotland | Lansdowne Road, Dublin Schiedsrichter: Gwynne Walters (Wales) |

| 12. März 1960 | Irland                                  | 9 : 10        | Wales                                            | Lansdowne Road, Dublin Schiedsrichter: D. A. Brown (England) |
| 12. März 1960 | Versuche: Murphy Straftritte: Kelly (2) | (6:5) Bericht | Versuche: Brace Cresswell Erhöhungen: Morgan (2) | Lansdowne Road, Dublin Schiedsrichter: D. A. Brown (England) |

| 19. März 1960 | Schottland                                | 12 : 21        | England                                                                                            | Murrayfield Stadium, Edinburgh Schiedsrichter: Ray Williams (Irland) |
| 19. März 1960 | Versuche: Smith Straftritte: Scotland (3) | (6:16) Bericht | Versuche: Roberts Syrett Young Erhöhungen: Rutherford (3) Straftritte: Rutherford Dropgoals: Sharp | Murrayfield Stadium, Edinburgh Schiedsrichter: Ray Williams (Irland) |

| 26. März 1960 | Wales                                                      | 8 : 16        | Frankreich                                                           | Cardiff Arms Park, Cardiff Zuschauer: 65.000 Schiedsrichter: Norman Parkes (England) |
| 26. März 1960 | Versuche: Cresswell Erhöhungen: Morgan Straftritte: Morgan | (3:5) Bericht | Versuche: Celaya Dupuy Lacroix Méricq Erhöhungen: Albaladejo Vannier | Cardiff Arms Park, Cardiff Zuschauer: 65.000 Schiedsrichter: Norman Parkes (England) |

| 9. April 1960 | Frankreich                                                                              | 23 : 6         | Irland               | Stade Olympique Yves-du-Manoir, Colombes Zuschauer: 30.700 Schiedsrichter: Gwynne Walters (Wales) |
| 9. April 1960 | Versuche: Celaya Domenech Moncla Rancoule Erhöhungen: Bouquet Dropgoals: Albaladejo (3) | (12:3) Bericht | Versuche: Brophy (2) | Stade Olympique Yves-du-Manoir, Colombes Zuschauer: 30.700 Schiedsrichter: Gwynne Walters (Wales) |